# Tetragoneura penai
Tetragoneura penai är en tvåvingeart som beskrevs av Duret 1976. Tetragoneura penai ingår i släktet Tetragoneura och familjen svampmyggor. Inga underarter finns listade i Catalogue of Life.